# Vesicularia perreticulata
Vesicularia perreticulata är en bladmossart som beskrevs av Brotherus och Hugh Neville Dixon 1915. Vesicularia perreticulata ingår i släktet Vesicularia och familjen Hypnaceae. Inga underarter finns listade i Catalogue of Life.